# Psychoda longivirga
Psychoda longivirga és una espècie d'insecte dípter pertanyent a la família dels psicòdids.

## Descripció
- La femella té antenes de 16 segments.
- El mascle no ha estat encara descrit.[5]

## Distribució geogràfica
Es troba a Àsia: Taiwan.